# Pablo Virgilio David

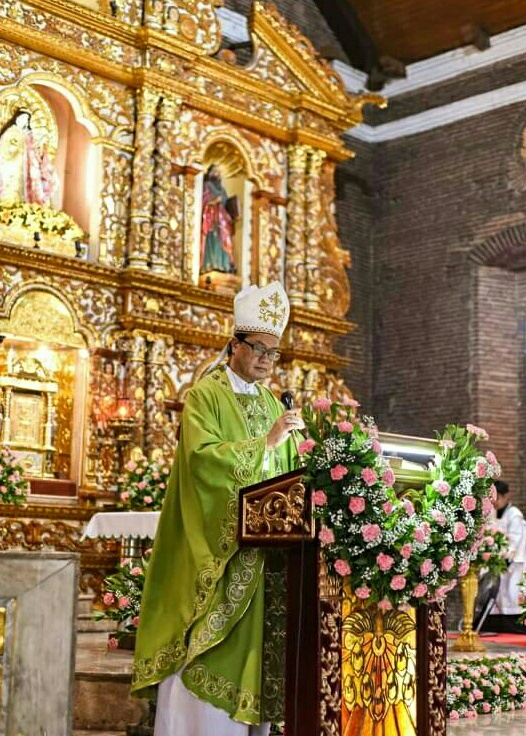
Kardinal Pablo Virgilio David under en mässa 2024.

Pablo Virgilio "Ambo" Siongco David, född 2 mars 1959 i Guagua i provinsen Pampanga, är en filippinsk kardinal i Romersk-katolska kyrkan. 
Han går ofta under sitt smeknamn Ambo, eller Apu Ambo vilket betyder "morfar/farfar Ambo". David har fått uppmärksamhet för sin kritik mot Filippinernas dåvarande president Rodrigo Duterte och han hårdföra så kallade "krig mot droger" där tusentals filippinier avrättades. David mottog dödshot för sitt motstånd.
Han utsågs till kardinal 7 december 2024 av påve Franciskus.